# Іван (фільм, 1982)
Іван — радянський художній телефільм 1982 року, знятий на кіностудії «Білорусьфільм».

## Сюжет
Іван Климович в самому кінці війни був представлений до ордена Червоного Прапора, але нагороду не отримав — був важко поранений, відлежався в госпіталі і повернувся в рідний колгосп теслювати. Минуло багато років і одного разу, напередодні свята Дня Перемоги, згадали про давні подвиги старого і викликали у військкомат, щоб вручити нагороду…

## У ролях
- Анатолій Папанов — Іван Іванович Климович
- Галина Макарова — Марія, дружина Івана Івановича
- Федір Шмаков — Федір
- Валерій Філатов — сержант, дільничний міліціонер
- Віктор Гоголєв — Гришка, сусід Івана
- Валерій Бусигін — Петька
- Ніна Розанцева — Зінка, продавчиня в сільмазі
- Віктор Тарасов — воєнком
- Олександр Денисов — перший секретар райкому
- Валентин Букін — Кузьма, колгоспник
- Ростислав Шмирьов — капітан з військкомату
- Костянтин Сенкевич — ветеран
- Микола Юдін — Петрович
- Іван Жаров — ветеран
- Володимир Шелестов — епізод
- Володимир Халіп — епізод
- Володимир Січкар — кореспондент
- Ольга Смоляк — епізод
- Сергій Лєсной — епізод
- Людмила Милованова — епізод
- Юрій Ступаков — сусід Іван Івановича

## Знімальна група
- Режисер — Віталій Дудін
- Сценарист — Анатолій Кудрявцев
- Оператор — Анатолій Зубрицький
- Художник — Юрій Альбицький